# 2015년 칼부코산 분화

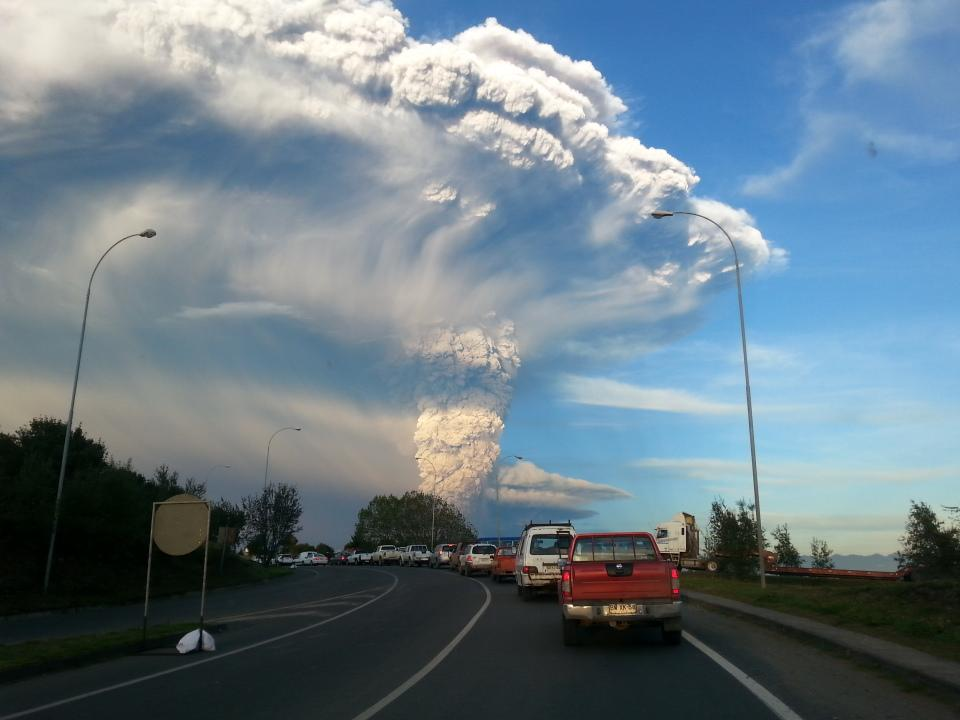
분화하는 모습

2015년 칼부코산 분화(스페인어: Erupción del volcán Calbuco de 2015)는 2015년 4월 22일 17시 50분(UTC-03)에 발생한 칠레 칼부코산의 분화이다.